# 祝文君
祝文君（英語：Samantha Chuk Man Kwan；1966年8月16日—2022年2月28日），藝名王晴，香港女主持、演員及司儀，曾為無綫電視基本藝人合約藝員，前藝進同學會會長和永遠榮譽會長，她本身也是現今香港娛樂圈少數直到去世也從沒有任何正式亮相過亞洲電視、香港有線電視、now TV及ViuTV的無綫藝員之一。

## 生平
祝文君於九龍紅磡的紅磡健康院出生，先後於紅磡的唐樓、新界地方及新蒲崗長大。她有二兄一姊一妹一弟，父親是一名海員。1983年畢業於香島中學中五年級。小學階段讀書成績一般，讀至中三時成績開始轉好。另外，她曾是小學田徑隊成員，常代表學校出外比賽。中學時期加入籃球隊及歌詠團。後來任職寶生銀行出納員及總行人事部會計員，為時五年。在當銀行職員之前，於1983年至1984年與吳育樞、郭晉安、冼灝英及王綺琴同是邵氏演員訓練班的學員。而當銀行職員的同時會參與銀行的社交項目，如龍舟隊、歌唱活動等。她在中銀十三行歌唱比賽獲得亞軍。1989年，她參加了無綫電視節目《歡樂今宵》舉辦的「周璇名曲大賽」，結果獲得第五名。
同年，她報讀無綫電視第三期藝員進修班。同學計有郭卓樺、游飈、黃文標、趙學而等人。1990年畢業後簽約成為無綫電視旗下藝人。簽約後的工作以節目主持為主，先後在1990至2006年期間主持過《香港早晨》、《K-100通訊站》、《娛樂新聞眼》、《城市追擊》、《六合彩》、《互動娛樂圈》、《老友日記》及《都市閒情》等節目。此外亦參演了不少電視劇，以不具名的小角色為主，最常扮演師奶、三姑六婆、慈母等。又曾在周星馳電影《食神》中飾演《城市睇真D》記者。
1998年，祝文君完成《城市追擊》主持工作後移民加拿大生活（但沒有離開電視台）。未幾於1999年被公司安排主持《六合彩》和加入《歡樂今宵》班底。2019年8月，祝文君正式改用新藝名「王晴」。事緣朋友介紹她認識一位玄學家，對方建議她改藝名為「王晴」，不過身份證上仍然使用原名。她生前會登台作歌唱演出，也會擔任活動司儀，不時參與慈善或義工項目。在政治立場上，祝文君曾於2020年參與聯署支持港版國安法；2021年11月擔任朋友生日宴會司儀時，身形消瘦而被問候，但僅說是減肥，直至2022年2月28日晚上因肺癌在家人陪伴下於荃灣仁濟醫院離世，享年55歲。

## 演出作品
*以下列表只記錄祝文君演出過的劇集作品，若有遺漏，請協助補充相關資料。

### 電視劇（無綫電視）
| 首播         | 劇名                 | 角色                         |
| 1991年       | 我愛玫瑰園           | 跳舞新星（第28集）           |
| 1991年       | 卡拉屋企             | 菠蘿頭（第9集）              |
| 1991年       | 今生無悔             | 學 生                        |
| 1991年       | 命運迷宮             | Cindy                        |
| 1991年       | 浪族闊少爺           | Ivy                          |
| 1991年       | 怒劍嘯狂沙           | 小 翠                        |
| 1991年       | 老友鬼鬼             | 蘇姑娘                       |
| 1991年       | 男盜女差             | 祖女友                       |
| 1991年       | 人海驕陽             | 舞 女                        |
| 1991年       | 三八佳人             | D.J.                         |
| 1991年       | 怒海孤鴻             | Rosanna                      |
| 1991年       | 幹探群英             | Sandy                        |
| 1991年       | 閉門一家千           | 凌德輝秘書                   |
| 1991年       | 灰網                 | May                          |
| 1991年       | 夢裡伊人             | 兔女郎                       |
| 1991年       | 橫財三千萬           | Kitty                        |
| 1991年       | 忠奸老實人           | 梓秘書                       |
| 1991年       | 與郎共舞             | 售貨員                       |
| 1991年       | 大家族               | 進山職員                     |
| 1992年       | 血璽金刀             | 妓女甲                       |
| 1992年       | 闔府搶錢             | 雷職員                       |
| 1992年       | 龍的天空             | 秘 書                        |
| 1992年       | 拳王賭至尊           | 侍 應                        |
| 1992年       | 武林幸運星           | 小 蝶                        |
| 1992年       | 出位江湖             | 小 蓮                        |
| 1992年       | 三喜臨門             | 評 判                        |
| 1992年       | 兄兄我我             | 便衣探員                     |
| 1993年       | 天倫                 | 同 事                        |
| 1993年       | 壹號皇庭II           | 張小姐                       |
| 1993年       | 金蛇郎君             | 剎天巴弟子                   |
| 1993年       | 少年五虎             | 葉小玲                       |
| 1994年       | 成日受傷的男人       | Ann                          |
| 1994年       | 異度凶情             | 孫泳紅                       |
| 1994年       | 第三類法庭           | 主 持                        |
| 1994年       | 餐餐有宋家           | Mary                         |
| 2000年       | 新鮮人               | 徐少嫻                       |
| 2000年       | 妙手仁心II           | 張家寶                       |
| 2001年       | 婚前昏後             | 司 儀                        |
| 2002年       | 洛神                 | 孫采玉                       |
| 2002年       | 無考不成冤家         | 興 嫂                        |
| 2002年       | 情牽百子櫃           | 主 持                        |
| 2003年       | 律政新人王           | 簡靜文（第17集）             |
| 2003年       | 衝上雲霄             | 主 持（第6集）               |
| 2003年       | 金牌冰人             | 令狐乾                       |
| 2003年       | 黑夜彩虹             | 林艾美母親                   |
| 2003年       | 戀愛自由式           | 韓 霞                        |
| 2003年       | 富豪海灣非凡情緣     | 精品店老闆娘                 |
| 2003年       | 非常外父             | 女主持                       |
| 2003年       | 衛斯理               | 蓮 香                        |
| 2004年       | 青出於藍             | 關惠兒                       |
| 2004年       | 隔世追兇             | 三姨太                       |
| 2004年       | 翻新大少             | 林愛花                       |
| 2005年       | 開心賓館             | 高 霖                        |
| 2005年       | 酒店風雲             | 葉小姐                       |
| 2005年       | 我的野蠻奶奶         | 阿齊妻                       |
| 2006年       | 施公奇案             | 西門夫人                     |
| 2006年       | 謎情家族             | 高 太                        |
| 2006年       | 法證先鋒             | 曾 太                        |
| 2006年       | 心理心裏有個謎       | Stella                       |
| 2006年       | 男人之苦             | 醫 生（第20集）              |
| 2006年       | 高朋滿座             | Margaret                     |
| 2006年       | 婚姻乏術             | Tiffany                      |
| 2006年       | 愛情全保             | 井 太                        |
| 2006年       | 刑事情報科           | Iris                         |
| 2007年       | 師奶兵團             | Taurus                       |
| 2007年       | 溏心風暴             | 卓文玉                       |
| 2007年       | 寫意人生             | 芳                           |
| 2007年       | 舞動全城             | 陳主席                       |
| 2007年       | 通天幹探             | 嬌 姐                        |
| 2007年       | 爸爸閉翳             | 文校長                       |
| 2007年       | 同事三分親           | 太極學生（第6集）            |
| 2007年       | 同事三分親           | 傅 太（第32、46集）          |
| 2007年       | 同事三分親           | 徒 弟（第205、276集）        |
| 2008年       | 秀才愛上兵           | 秋收嫂                       |
| 2008年       | 師奶股神             | 林小麗                       |
| 2008年       | 甜言蜜語             | 許太太                       |
| 2008年       | 溏心風暴之家好月圓   | 山水嬸                       |
| 2008年       | 尖子攻略             | 張 靜                        |
| 2008年       | 畢打自己人           | 芳                           |
| 2008年       | 畢打自己人           | Cathy（第162集）             |
| 2008年       | 金石良緣             | 王愛琳                       |
| 2008年       | 珠光寶氣             | Martha                       |
| 2008年       | 法證先鋒II           | 姫太太                       |
| 2008年       | 東山飄雨西關晴       | 修 女                        |
| 2009年       | 有營煮婦             | 雷小曼（Maggie）             |
| 2009年       | 老婆大人II           | 樂在河（River）（第22集）    |
| 2009年       | 美麗高解像           | Pat 祝                       |
| 2010年       | 老公萬歲             | 繆 太（第12集）              |
| 2010年       | 秋香怒點唐伯虎       | 陳大嬸                       |
| 2010年       | 鐵馬尋橋             | 廣 嫂                        |
| 2010年       | 女王辦公室           | 萬如寶（第37集）             |
| 2010年       | 談情說案             | 林淑芬                       |
| 2010年       | 掌上明珠             | 客 人                        |
| 2010年       | 天天天晴             | 蓮 姐                        |
| 2010年       | 搜下留情             | 職 員                        |
| 2010年       | 公主嫁到             | 丁林水秋                     |
| 2010年       | 囧探查過界           | 朱小姐                       |
| 2010年       | 刑警                 | 陳亞萍                       |
| 2010年       | 居家兵團             | Teresa                       |
| 2010年       | 讀心神探             | Wendy                        |
| 2011年       | 仁心解碼             | Rebecca                      |
| 2011年       | Only You 只有您      | Bonnie                       |
| 2011年       | 點解阿Sir係阿Sir     | 伍 太                        |
| 2011年       | 誰家灶頭無煙火       | 麗 姑                        |
| 2011年       | 怒火街頭             | 關仁愛                       |
| 2011年       | 團圓                 | 桂 芳                        |
| 2011年       | 紫禁驚雷             | 松 妻                        |
| 2011年       | 蓋世孖寶             | 韋凝碧                       |
| 2011年       | 法證先鋒III          | 朱 太                        |
| 2011年       | 荃加福祿壽探案       | 森太薳                       |
| 2011年       | 結·分@謊情式         | 陳欣月（Moon）               |
| 2012年       | 換樂無窮             | 柴 苔                        |
| 2012年       | 缺宅男女             | 黃 太（第16集）              |
| 2012年       | 愛·回家              | 闊 太                        |
| 2012年       | 天梯                 | 紅 嫂                        |
| 2012年       | 名媛望族             | 茶 嬸                        |
| 2012年       | 法網狙擊             | 意 妻                        |
| 2013年       | 初五啟市錄           | 上海商人                     |
| 2013年       | 心路GPS              | 社 工                        |
| 2013年       | 情越海岸線           | 蝦 嫂                        |
| 2013年       | 熟男有惑             | Mary                         |
| 2013年       | 法外風雲             | 萍 姐                        |
| 2013年       | 舌劍上的公堂         | 馬大娘                       |
| 2014年       | 新抱喜相逢           | 周穎嫻                       |
| 2014年       | 守業者               | 朱愛嬌                       |
| 2014年       | 守業者               | 女顧客（第23集）             |
| 2014年       | 愛·回家              | 韓 太                        |
| 2014年       | 點金勝手             | 朱惠賢                       |
| 2014年       | 忠奸人               | 检控官（第29集）             |
| 2014年       | 再戰明天             | 袁麗莎                       |
| 2015年       | 師奶MADAM            | 祝                           |
| 2015年       | 四個女仔三個BAR      | 蔡小姐                       |
| 2015年       | 衝線                 | 陽宋彩娜                     |
| 2015年       | 愛·回家              | 魯經理                       |
| 2015年       | 收規華               | 秋 姑                        |
| 2015年       | 張保仔               | 珊珊師姐                     |
| 2015年       | 東坡家事             | 田元氏                       |
| 2015年       | 實習天使             | 范少蓮                       |
| 2015年       | 刀下留人             | 梁 保                        |
| 2016年       | 公公出宮             | 六 嬸                        |
| 2016年       | 警犬巴打             | Charlie                      |
| 2016年       | 純熟意外             | 唐淑嫻                       |
| 2016年       | 愛·回家之八時入席    | 林秀美                       |
| 2016年       | 超能老豆             | 醫 生                        |
| 2016年       | 為食神探             | 主 持                        |
| 2017至2021年 | 愛·回家之開心速遞    | 趙爵士夫人（第191集）        |
| 2017至2021年 | 愛·回家之開心速遞    | 校 長（第339集）             |
| 2017至2021年 | 愛·回家之開心速遞    | 媚媚朋友（第684集）          |
| 2017至2021年 | 愛·回家之開心速遞    | 女 傭（第967集）             |
| 2017至2021年 | 愛·回家之開心速遞    | 熊顏薄明（根妻）（第1111集） |
| 2017至2021年 | 愛·回家之開心速遞    | 媚 媚（第1218集）            |
| 2017年       | 味想天開             | 魯來嬌                       |
| 2017年       | 親親我好媽           | 江秀琴                       |
| 2017年       | 迷                   | Ivy                          |
| 2017年       | 我瞞結婚了           | 蔡鳳仙                       |
| 2017年       | 全職沒女             | 歐陽曉德                     |
| 2017年       | 老表，畢業喇！       | 訓導主任                     |
| 2017年       | 性在有情             | 戴麗莎                       |
| 2017年       | 乘勝狙擊             | 闊 太                        |
| 2017年       | 誇世代               | Pauline                      |
| 2018年       | 果欄中的江湖大嫂     | 楊 太                        |
| 2018年       | 棟仁的時光           | 程尤美芬                     |
| 2018年       | 天命                 | 方嬤嬤                       |
| 2018年       | BB來了               | 允雪梅                       |
| 2018年       | 特技人               | 梅幼馨                       |
| 2018年       | 是咁的，法官閣下     | 白黨成員                     |
| 2018年       | 大帥哥               | 炭 母                        |
| 2019年       | 福爾摩師奶           | 崔管家                       |
| 2019年       | 鐵探                 | 列席法庭                     |
| 2019年       | 她她她的少女時代     | 靈家工人                     |
| 2019年       | 牛下女高音           | 老 師                        |
| 2019年       | 解決師               | 的士司機                     |
| 2019年       | 多功能老婆           | Macy                         |
| 2020年       | 機場特警             | 呂佩芬                       |
| 2020年       | 那些我愛過的人       | 校 長                        |
| 2020年       | 迷網                 | 簡美玉母                     |
| 2020年       | C9特工               | 師 奶                        |
| 2020年       | 踩過界II             | 劉智妍                       |
| 2020年       | 香港愛情故事         | 校 長                        |
| 2020年       | 堅離地愛堅離地       | AK 母                        |
| 2021年       | 伙記辦大事           | 法 官                        |
| 2021年       | 一笑渡凡間           | 蘭 姑                        |
| 2021年       | 七公主               | 羅 太                        |
| 2021年       | 我家無難事           | 學 生                        |
| 2021年       | 把關者們             | 高 官                        |
| 2021年       | 換命真相             | 校 長                        |
| 2021年       | 星空下的仁醫         | 星 母                        |
| 2021年       | 拳王                 | 駿風學員                     |
| 2021年       | 十月初五的月光       | Mary                         |
| 2022年       | 鐵拳英雄             | 惠 母                        |
| 2022年       | 食腦喪Ｂ             | 徐 嬌                        |
| 2022年       | 廉政行動2022         | Miss Law                     |
| 2022年       | 雙生陌生人           | 李 官                        |
| 2022年       | 白色強人II           | 趙宛蘭                       |
| 2022年       | 痞子殿下             | 利莫愁                       |
| 2022年       | 凶宅清潔師（J2首播） | 女 鬼                        |
| 2024年       | 旁觀者               | 楊 太                        |

### 電視劇（香港電台電視部）
| 首播   | 劇名         | 角色              |
| 2011年 | 女人多自在   | Mandy             |
| 2012年 | 非凡工程夢   | 穎詩母（第2集起） |
| 2012年 | 賭海迷徒2012 | 姨 媽             |
| 2013年 | 非常平等任務 | 仙 姐             |

### 電影
| 首映     | 電影名             | 角色              |
| 電視電影 |                    |                   |
| 1991年   | 血染黎明           |                   |
| 1991年   | 魅影迷情           |                   |
| 1991年   | 危情共舞           |                   |
| 1992年   | 熱浪迷情           |                   |
| 1993年   | 律政皇庭           |                   |
| 影院電影 |                    |                   |
| 1996年   | 食神               | 《城市睇真D》記者 |
| 1997年   | 愛你愛到殺死你     | 主 持             |
| 2009年   | 72家租客           | 街 坊             |
| 2016年   | 爆菊（中國深圳）   | 母 親             |
| 網絡電影 |                    |                   |
| 2017年   | 香港風雲系列之教父 |                   |
| 2017年   | 誰動了我的校花     |                   |

### 舞台劇
| 首演   | 劇名           | 角色   |
| 1992年 | 皮草店的春光   |        |
| 2003年 | 大話「私」情   |        |
| 2010年 | 才子亂點俏佳人 | 張小玉 |

### 電視節目（無綫電視）
主持
- 199？年：香港早晨（初為交通消息報導員[註 4]）
  - K-100通訊站
- 1993年至1994年：娛樂新聞眼
- 1994年至1998年：城市追擊
- 1997年：康泰旅遊新、特、搜（第3至6集）
- 1998年：萬眾同心公益金
- 1999至2000年：六合彩
- 2000年：互動娛樂圈
  - 慈善星輝仁濟夜
  - 星晨旅遊日本真的感受
- 2001年：星晨旅遊泰國真的感受
- 2004至2006年：老友日記
- 2006年：都市閒情
- 2009年：香港特別行政區成立十二周年「團結自強慶回歸」大巡遊
- 2017年：我愛EYT

演出
- 1990年：歡樂滿東華
- 1991年：佳人有約
  - 笑星救地球（第二輯）
  - 博愛歡樂傳萬家
  - 點解香港咁過癮
- 1996年：博愛歡樂傳萬家
- 1997年：博愛歡樂傳萬家
- 1998年：慈善星輝仁濟夜
- 1999至2001年：歡樂今宵
- 2001年：開心新班子
  - 星光熠熠耀保良
- 2002年：萬眾同心公益金
  - 歡樂滿東華（全台藝員卡拉之星大唱遊環節）
- 2003年：萬眾同心公益金
  - 博愛歡樂傳萬家
  - 同舟共勉香港心
- 2004年：週五綜藝館
- 2007年：豬圓玉潤迎新歲
- 2008年：慈善星輝仁濟夜
- 2009年：明愛暖萬心
- 2012年：救護精英愛心SHOW 2012
- 2016年：睇好廣告（第1集）
- 2018年：新春開運王（第三輯）
- 2020年：姊妹淘（母親節化妝模特兒）

嘉賓
- 1997年：超級無敵獎門人之再戰江湖（第20集）
- 1998年：電視大贏家（第8集）
- 2003年：智在必得（第14集）
- 2010年：超級遊戲獎門人（第22集）
  - 今日VIP（第34、247集）

### 電視節目（香港電台）
嘉賓主持
- 2021年：香江暖流

### 廣告
- 1991年：地下鐡路消費購物篇
- 2020年：IMC水觸媒
- 2021年：維特健靈脈通三七